# Trận Aleppo (2012–16)
Bản mẫu:Campaignbox Battle of Aleppo
Trận Aleppo (tiếng Ả Rập: معركة حلب) là cuộc đối đầu quân sự tại Aleppo, Syria giữa Quân đội Syria Tự do và các đồng minh và chính phủ Syria. Giao tranh bắt đầu vào ngày 19 tháng 7 năm 2012 như một phần của cuộc nội chiến Syria. Xung đột leo thang vào cuối tháng Bảy tại thành phố lớn nhất Syria vì nó giữ tầm quan trọng chiến lược và kinh tế.

## Lực lượng nổi dậy áp sát phi trường
Các cuộc giao tranh quanh phi trường ở Aleppo kéo dài liên tục trong nhiều tuần và phía nổi dậy đánh thủng các phòng tuyến chính nhưng quân chính phủ vẫn còn giữ được bên trong phi trường.
Ngày 12 tháng Hai, các tay súng nổi dậy chiếm được phần lớn căn cứ mang tên "Lữ Ðoàn 80" gần phi trường và tấn công căn cứ Không Quân Nairab nằm cạnh phi trường quốc tế Aleppo, sau khi tràn ngập một nút chặn của quân đội chính phủ tại al-Manara.
Sang đến ngày 13 tháng Hai, Tổ chức Quan Sát Nhân quyền Syria cho biết phía nổi dậy coi như hoàn toàn kiểm soát căn cứ "Lữ Ðoàn 80" vốn có trách nhiệm bảo vệ khu vực, cùng một trạm kiểm soát quân đội. Nguồn tin này nói rằng có hơn 40 lính của chế độ Assad bị giết trong cuộc giao tranh, trong số có cả hai chuẩn tướng, một đại tá và hai trung tá.
Các cuộc giao tranh lớn vẫn còn tiếp diễn để giành quyền kiểm soát căn cứ Không Quân Nairab cũng như khu vực bên ngoài phi trường quốc tế Aleppo.
Trong hai ngày 15 và 16 tháng Hai, các cuộc giao tranh dữ dội khiến khoảng 150 tay súng nổi dậy và lính chính phủ Syria thiệt mạng. Giám đốc Rami Abdul-Rahman của Tổ chức Quan Sát Nhân quyền Syria nói rằng tổn thất hai bên coi như ngang bằng.